# Before You Go
Singles de Lewis Capaldi
Hold Me While You Wait
(2019)
Before You Go est une chanson de l'auteur-compositeur-interprète écossais Lewis Capaldi, sortie en single avec l'édition étendue de son premier album studio Divinely Uninspired to a Hellish Extent le 19 novembre 2019. 
La chanson a été mise à disposition sur pré-commande de l'édition étendue. La chanson a atteint le numéro un du Irish Singles Chart en novembre 2019 et du UK Singles Chart en janvier 2020, devenant ainsi la deuxième chanson de Lewis Capaldi au sommet des charts du Royaume-Uni après Someone You Loved, et la troisième en Irlande.

## Contexte et composition

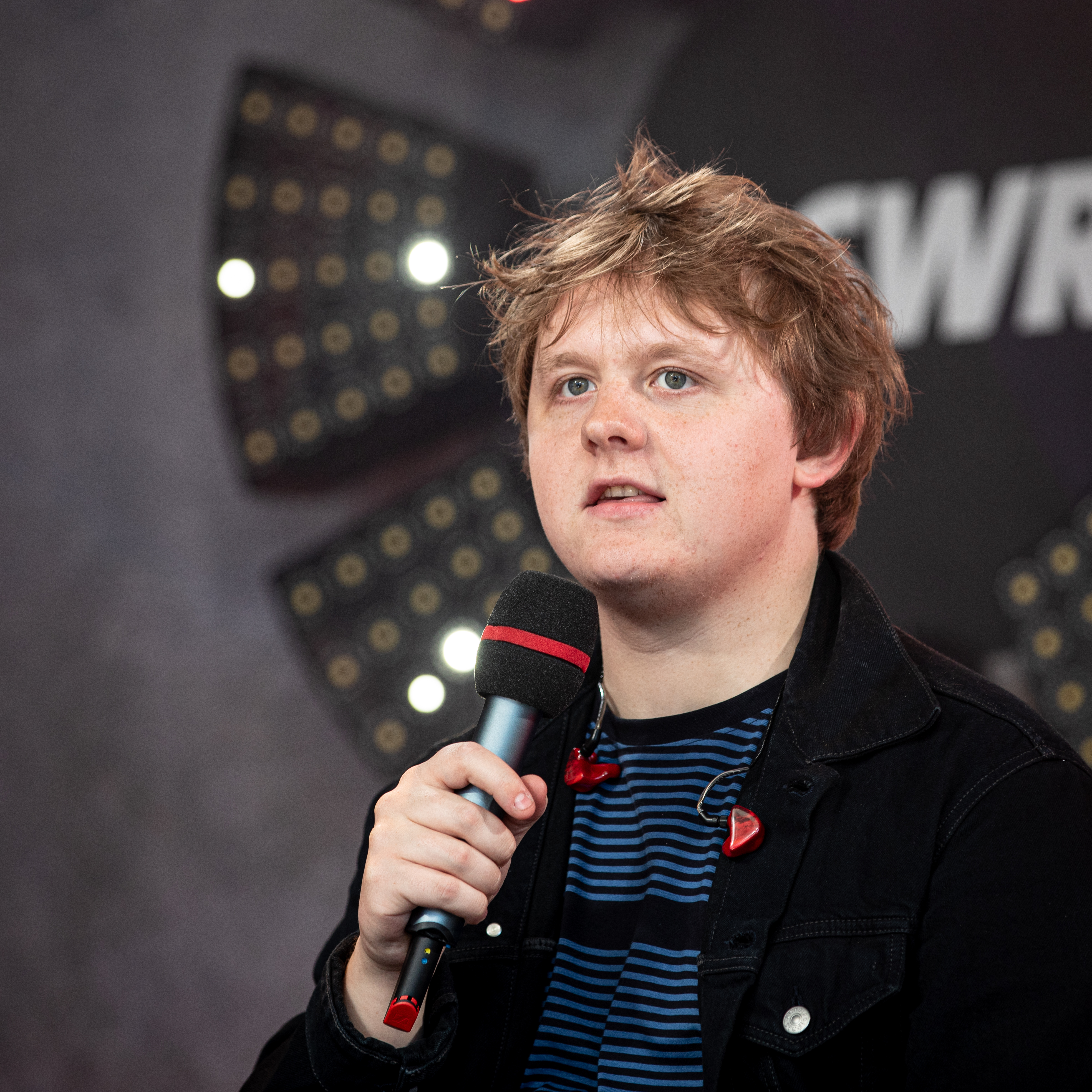
Lewis Capaldi en 2019.

À propos de la chanson, Lewis Capaldi a révélé dans un article sur les réseaux sociaux que « c'est de loin la chanson la plus personnelle » qu'il ait jamais écrite et a ajouté que l'année précédente avait été « absolument dingue » pour lui. Selon le site Idolator, la chanson « traite des conséquences émotionnelles du suicide » et a été inspirée par le suicide de la tante de Lewis Capaldi alors qu'il était enfant.

## Réception critique
Gary James de Entertainment Focus décrit la chanson comme une « piste chargée d'émotion ». Maxamillion Polo de Ones to Watch pense que la chanson « est une chanson éprouvée de chagrin, qui ne cherche pas à blâmer mais à résoudre ces questions sans réponses » et s'est demandé si le ton émotionnel de Lewis Capaldi était « le résultat d'un plus grand sentiment de perte ». Robin Murray, de Clash Music, a qualifié le morceau de « marque Capaldi », le décrivant en outre comme « un morceau passionnant de composition acoustique avec une voix entraînante ».

## Liste des pistes
| 1. | Before You Go | 3:36 |
| 2. | Bruises       | 3:38 |

## Personnel
Crédits adaptés de Tidal.
- Lewis Capaldi - composition, chant
- Ben Kohn - composition, production, guitare basse
- Pete Kelleher - composition, production, claviers
- Tom Barnes - composition, production, batterie
- Phil Plested - composition, chant de fond
- Vern Asbury - guitare
- Robert Vosgien - master ingénierie
- Mark Spike Stent - mixage
- Chris Bishop - génie vocal

## Classements, certifications et récompenses

### Classements par pays
| Pays (2019-20)                          | Meilleur classement |
| --------------------------------------- | ------------------- |
| Allemagne (Media Control AG)            | 42                  |
| Australie (ARIA)                        | 7                   |
| Autriche (Ö3 Austria Top 40)            | 20                  |
| Belgique (Flandre Ultratop 50 Singles)  | 2                   |
| Belgique (Wallonie Ultratop 50 Singles) | 4                   |
| Canada (Hot 100)                        | 18                  |
| Danemark (Tracklisten)                  | 17                  |
| Écosse (OCC)                            | 1                   |
| États-Unis (Hot 100)                    | 10                  |
| États-Unis (Adult Pop Songs)            | 8                   |
| États-Unis (Pop Airplay)                | 15                  |
| États-Unis (Rolling Stone Top 100)      | 88                  |
| France (SNEP)                           | 49                  |
| France (SNEP Ventes)                    | 14                  |
| Hongrie (Single Top 40)                 | 26                  |
| Hongrie (Stream Top 40)                 | 39                  |
| Irlande (IRMA)                          | 1                   |
| Italie (FIMI)                           | 17                  |
| Lituanie (AGATA)                        | 29                  |
| Malaisie (RIM)                          | 6                   |
| Nouvelle-Zélande (Recorded Music NZ)    | 9                   |
| Norvège (VG-lista)                      | 9                   |
| Pays-Bas (Single Top 100)               | 7                   |
| Pologne (ZPAV)                          | 7                   |
| Portugal (AFP)                          | 48                  |
| Tchéquie (IFPI Rádio)                   | 1                   |
| Royaume-Uni (UK Singles Chart)          | 1                   |
| Singapour (RIAS)                        | 13                  |
| Slovaquie (IFPI Rádio)                  | 5                   |
| Slovénie (SloTop50)                     | 11                  |
| Suède (Sverigetopplistan)               | 23                  |
| Suisse (Schweizer Hitparade)            | 5                   |

### Certifications
| Pays | Certifications | Unités certifiées/vendues |
| --- | -------------- | ------------------------- |
| Australie (ARIA) | 8 × Platine    | 560 000‡                  |
| Belgique (BEA) | 2 × Platine    | 80 000*                   |
| Canada (MC) | 5 × Platine    | 400 000‡                  |
| Espagne (PROMUSICAE) | Platine        | 40 000‡                   |
| États-Unis (RIAA) | Platine        | 1 000 000‡                |
| France (SNEP) | Diamant        | 50 000 000‡               |
| Italie (FIMI) | 2 × Platine    | 140 000‡                  |
| Nouvelle-Zélande (RMNZ) | 2 × Platine    | 60 000*                   |
| Portugal (AFP) | Or             | 10 000^                   |
| Royaume-Uni (BPI) | 4 × Platine    | 2 400 000‡                |
| « * » représente les chiffres de vente, basés sur la certification uniquement. « ^ » représente les chiffres de vente en termes d’import-export, basés sur la certification uniquement. « ‡ » représente les chiffres de vente et de diffusion, basés sur la certification uniquement. |                |                           |

### Récompenses et nominations
| Année | Organisation             | Catégorie/Récompense              | Résultat   | Ref.   |
| ----- | ------------------------ | --------------------------------- | ---------- | ------ |
| 2020  | UK Music Video Awards    | Best Pop Video UK                 | Nomination | [ 51 ] |
| 2020  | NRJ Music Awards         | Chanson internationale de l'année | Nomination | [ 52 ] |
| 2021  | iHeartRadio Music Awards | Best Lyrics                       | Nomination | [ 53 ] |

## Historique de sortie
| Pays        | Date             | Format                           | Label                        | Ref.   |
| ----------- | ---------------- | -------------------------------- | ---------------------------- | ------ |
| Divers      | 19 novembre 2019 | - Téléchargement - Streaming     | - Vertigo Berlin - Universal | [ 1 ]  |
| Royaume-Uni | 22 novembre 2019 | Radio à succès contemporaine     | - Vertigo Berlin - Universal | [ 54 ] |
| Royaume-Uni | 7 décembre 2019  | Radio contemporaine pour adultes | - Vertigo Berlin - Universal | [ 55 ] |
| Italie      | 13 décembre 2019 | Radio à succès contemporaine     | Universal                    | [ 56 ] |
| États-Unis  | 6 janvier 2020   | Radio contemporaine pour adultes | Capitol                      | [ 57 ] |
| États-Unis  | 7 janvier 2020   | Radio à succès contemporaine     | Capitol                      | [ 58 ] |